# Espagnola darlingtoni
Espagnola darlingtoni is een rechtvleugelig insect uit de familie Episactidae. De wetenschappelijke naam van deze soort is voor het eerst geldig gepubliceerd in 1939 door Rehn & Rehn.